# Laotische Botschaft in Berlin

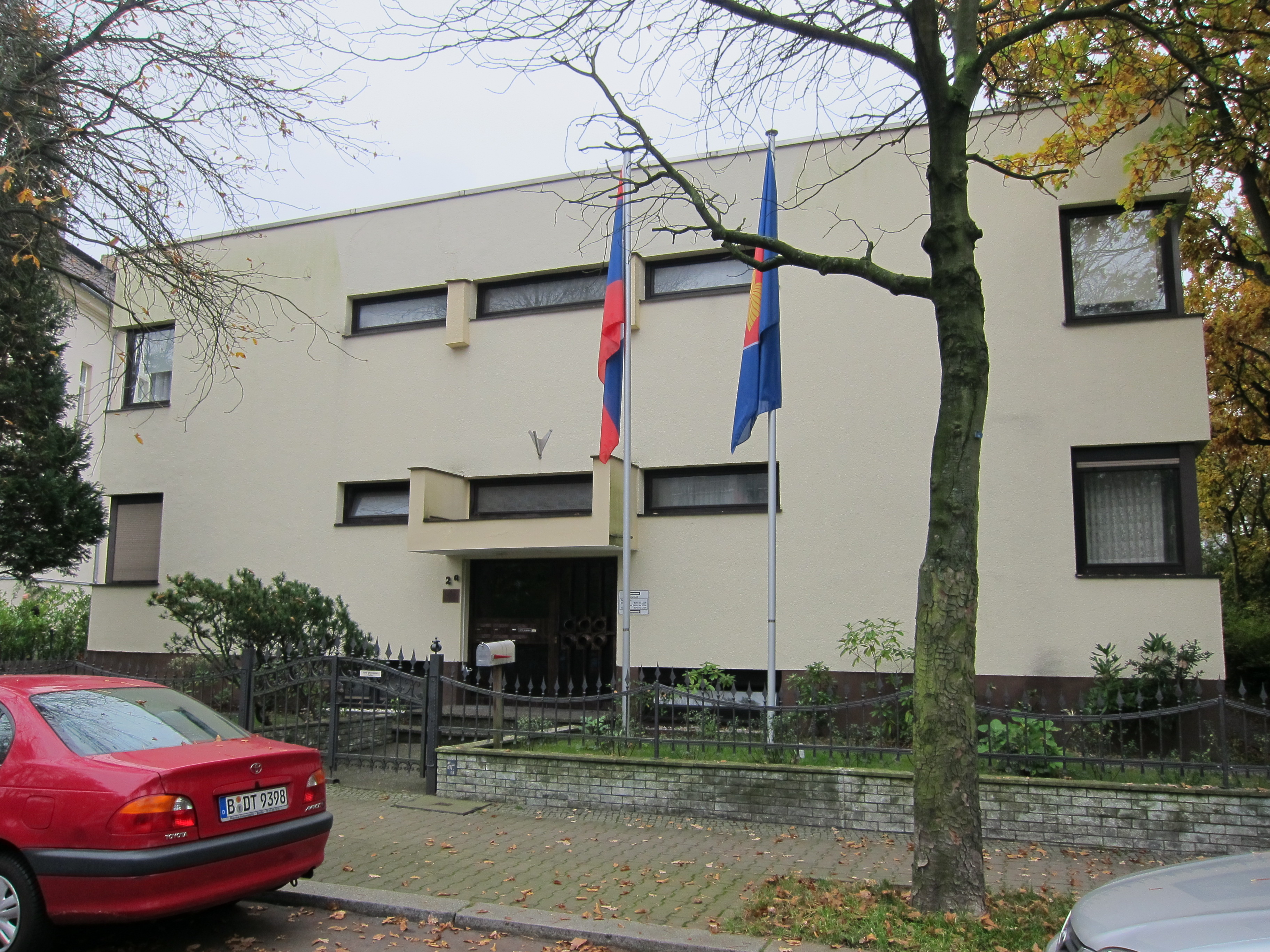
Botschaft in der Bismarckallee 2a

Die laotische Botschaft in Berlin (offiziell Botschaft der Demokratischen Volksrepublik Laos, lao ສະຖານທູດຂອງສ. ປ. ປ. ລາວ) ist der Hauptsitz der diplomatischen Vertretung der Demokratischen Volksrepublik Laos in Deutschland.
Botschafter ist seit dem 17. Januar 2023 Mayboua Xayavong.

## Lage
Die Botschaft befindet sich in der Bismarckallee 2a im Ortsteil Grunewald des Bezirks Charlottenburg-Wilmersdorf.

## Geschichte

### Bundesrepublik
Diplomatische Beziehungen zwischen Laos und der Bundesrepublik Deutschland bestehen seit dem 31. Januar 1958. Der laotische Botschafter in Paris war in Deutschland zweitakkreditiert. Nach der deutschen Wiedervereinigung wurde das Haus der laotischen Botschaft in Ost-Berlin aufgegeben, und Laos nutzte ab 1990 bis zum Umzug nach Berlin im Jahr 2000 die Villa Am Lessing 6 in Königswinter nahe Bonn als Botschaftsgebäude.

### DDR
Am 27. Mai 1974 nahmen Laos und die DDR diplomatische Beziehungen auf. Sie bestanden bis zur deutschen Wiedervereinigung im Jahr 1990. Die Botschaft befand sich im damaligen Ost-Berliner Stadtbezirk Prenzlauer Berg, Esplanade 17.

### Ab 1990
Im Jahr 2000 bezog die laotische Botschaft das Gebäude in der Bismarckallee 2a in Berlin-Grunewald. Das Haus war 1967 als zweigeschossiges Mehrfamilienhaus mit vier Wohneinheiten errichtet worden. Es ist ein quaderförmiger, hellgelb verputzter Bau. Im Erdgeschoss befinden sich die offiziellen Botschaftsräume.

## Botschafter
- 2011, 24. November: Khamvone Phanouvong[7]
- 2015, 4. März: Sithong Chitnhothinh[8]
- 2018, 20. September: Phomma Boutthavong[9]
- 2023, 17. Januar: Mayboua Xayavong[10]